# Ultrasoon onderzoek
Ultrasoon onderzoek is een manier van materiaalcontrole waarbij ultrageluid wordt toegepast.
Het wordt gebruikt om schade op te sporen die vaak aan het oppervlak van het materiaal niet zichtbaar is: scheurtjes e.d., die ontstaan door vermoeiing, een constante belasting of een slag.
Ultrasoon onderzoek maakt gebruikt van de fysische grootheid akoestische impedantie, zijnde {\displaystyle \rho \cdot v}, met v: voortplantingssnelheid geluid, en ρ de dichtheid: lucht heeft een véél kleinere impedantie dan water en het te onderzoeken materiaal. Scheidingsvlakken tussen twee gebieden met verschillende impedantie kaatsen de geluidsgolven gedeeltelijk terug. Aangezien de akoestische impedantie van lucht vrijwel nul is, zal zeer veel geluid dat op een grensvlak materiaal-lucht komt, teruggekaatst worden.
Daarnaast wordt ultrasoon onderzoek ook veel gebruikt voor het opsporen van insluitsels in materiaal, dus niet per se lucht, maar het kunnen bijvoorbeeld ook slakken zijn die tijdens het lassen of gieten zijn ingesloten. Ook wordt het gebruikt voordat er een erg bewerkelijk stuk wordt gemaakt uit een nieuw gegoten blok, voor grote pompen of turbinemotoren voor vliegtuigen, met veel ronde vormen.

## Opstelling

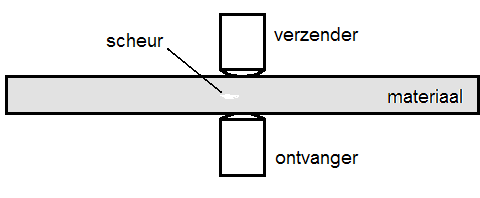
Opstelling ultrasoon onderzoek

Er zijn verschillende manieren waarop een dergelijk onderzoek aangepakt kan worden, maar de opstelling ziet er altijd ongeveer gelijk uit.
Boven het materiaal bevindt zich een zender in de vorm van een piëzokristal, die de mechanische trillingen (ultrageluid) opwekt. Aan de andere kant van het materiaal bevindt zich een ontvanger (de zender is ook als ontvanger te gebruiken), ook een piëzokristal.
Er wordt vrijwel altijd een soort koppelmiddel gebruikt tussen de transducer en het te onderzoeken materiaal. Dat is om te voorkomen dat er al te veel demping is voordat de geluidsgolf het materiaal in gaat. Dat koppelmiddel is meestal een soort gebonden water, een soort gel, maar het kan ook een soort olie zijn, als water onwenselijk is op die plek.

### Uitvoering
Het onderzoek kan op twee manieren worden uitgevoerd:

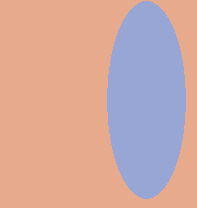

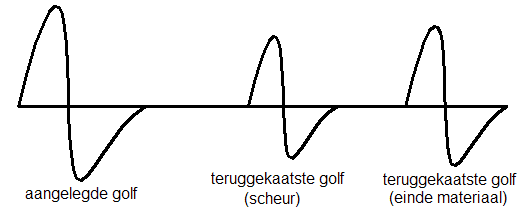

1. Doorstralen van een bepaald materiaal met een scheur in ellips-vorm. In die scheur zit veel lucht en aldus een overgangsvlak materiaal-lucht met een plotse verandering van akoestische impedantie. Dat is dus een vlak waar veel van de geluidsgolven worden teruggekaatst. Wordt de zender niet als ontvanger gebruikt (transmissie-methode), dan zullen weinig geluidsgolven door de scheur gaan en dus zal de scheur duidelijk te zien zijn aan de ontvanger (zie figuur, hier stelt het oranje normale doorstraling voor, het lichtblauw quasi geen doorstraling). De zender kan ook gebruikt worden als ontvanger (zender-ontvanger methode). Alleen de golven die teruggekaatst worden zijn zichtbaar (golven door scheur), in de figuur hiernaast stelt het lichtblauw dan ook maximale terugstraling voor, het lichtoranje quasi geen terugstraling.
2. Aanleggen van één geluidsgolf (zie figuur: linkse golf). De golf beweegt door het materiaal en wordt slechts zwakjes teruggekaatst. Komt de golf bij de scheur, dan zal een aanzienlijk deel teruggekaatst worden (tweede golf), de golven die naast de scheur lopen, lopen verder tot het contactvlak materiaal-lucht bij het einde van het materiaal. Ook daar wordt het merendeel teruggekaatst. Afhankelijk van de precieze grootte van de scheur-golf, en de precieze tijd nodig om de scheur te bereiken en terug te keren, kan informatie gevonden worden over de scheurgrootte en -locatie.